# Antoninus Pius

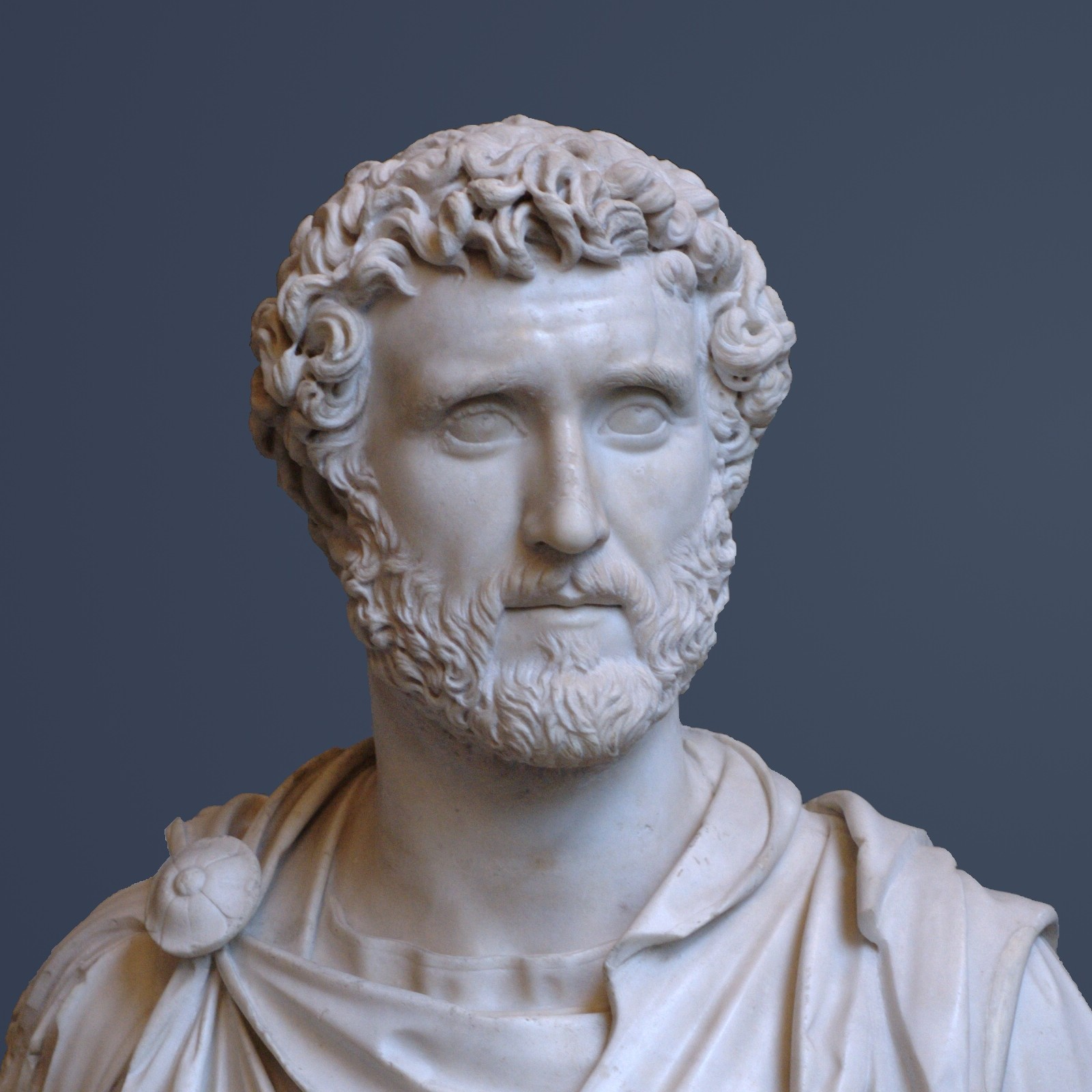
Antoninus Pius
Münchner Glyptothek

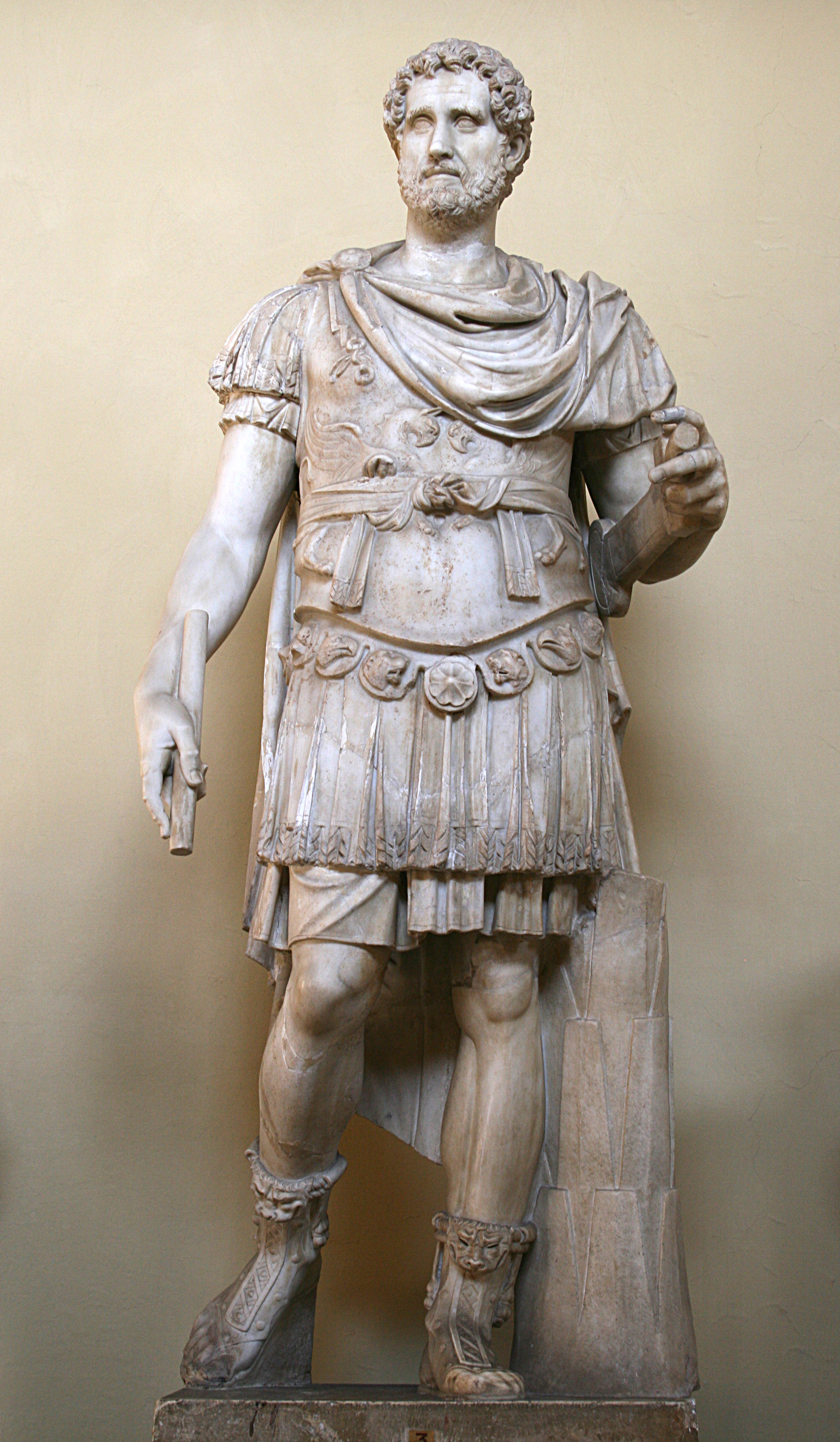
Statue des Antoninus Pius in Feldherrenrüstung (Vatikanische Museen)

Antoninus Pius (* 19. September 86 bei Lanuvium; † 7. März 161 ebenda) war vom 10. Juli 138 bis zu seinem Tod römischer Kaiser. Das Römische Reich erlebte unter ihm, dem vierten der sechs Adoptivkaiser und Gründer der Antoninischen Dynastie, seine letzte längere Friedensperiode. Sein Geburtsname war Titus Aurelius Fulvus Boionius Arrius Antoninus. Als Kaiser nannte er sich Titus Aelius Hadrianus Antoninus Augustus Pius.

## Leben

### Herkunft und Familie
Antoninus’ Familie stammte aus Nemausus (Nîmes) im südlichen Gallien (Provinz Gallia Narbonensis). Seine Eltern waren Titus Aurelius Fulvus, der 89 das Konsulat bekleidete, und Arria Fadilla, die Tochter des zweimaligen Suffektkonsuls Gnaeus Arrius Antoninus. Antoninus wuchs in Lorium bei Rom auf. Er heiratete in den Jahren zwischen 110 und 115 Faustina die Ältere. Faustina war die Tochter des Konsuls Marcus Annius Verus und der Rupilia Faustina.
Faustina gebar Antoninus zwei Söhne und zwei Töchter:
- Marcus Aurelius Fulvus Antoninus (gestorben vor 138)
- Marcus Galerius Aurelius Antoninus (gestorben vor 138)
- Aurelia Fadilla (gestorben 135)
- Annia Galeria Faustina Minor oder Faustina die Jüngere (geboren um 125, gestorben 176)

Er durchlief eine nicht ungewöhnliche, aber erfolgreiche senatorische Karriere (Quästor 111, Prätor 117, Konsul 120, Prokonsul der Provinz Asia 135/136 oder ein Jahr früher). Hadrian machte Antoninus zu einem der vier ehemaligen Konsuln, die in Italien für die Rechtsprechung zuständig waren, und zum Mitglied seines Thronrats (consilium).

### Aufstieg
Der todkranke Hadrian bestimmte ihn am 24. Januar 138 zu seinem Nachfolger, ließ ihn zum Caesar erheben und adoptierte ihn am 25. Februar, nachdem der eigentlich vorgesehene Thronfolger und Caesar Lucius Aelius gestorben war. Antoninus musste auf Anweisung Hadrians zugleich einen Neffen seiner Frau, Marcus Annius Verus (den späteren Kaiser Mark Aurel), und den Sohn des Aelius (später als Lucius Verus bekannt) adoptieren. Offensichtlich sollte der bereits 51-Jährige nur als Platzhalter dienen, und zwar laut der späteren Tradition für Annius Verus, seinen angeheirateten Neffen (und damit wohl nächsten männlichen Verwandten), der selbst noch zu jung für das Kaisertum war. Es spricht allerdings einiges dafür, dass Hadrian eigentlich den noch jüngeren Lucius Verus bevorzugen wollte, da dieser im Februar 138 mit Antoninus’ Tochter Faustina verlobt wurde.
Nach dem Tod Hadrians im Sommer desselben Jahres wurde Antoninus sein Nachfolger als Augustus und Imperator. Er griff sogleich entscheidend in die von Hadrian festgelegte Regelung ein und hob Mark Aurel stärker gegenüber Lucius Verus hervor: Die von Hadrian angeordnete Verlobung seiner Tochter mit Lucius Verus wurde gelöst, stattdessen verheiratete Antoninus sie mit Mark Aurel (Annius Verus) und machte diesen so zum einzigen kaiserlichen Schwiegersohn.

### Regierungszeit
Die Regierungszeit des Antoninus Pius war nach Augustus die zweitlängste eines römischen Kaisers während des Prinzipats, obwohl er eigentlich nur als Übergangskaiser vorgesehen gewesen war.

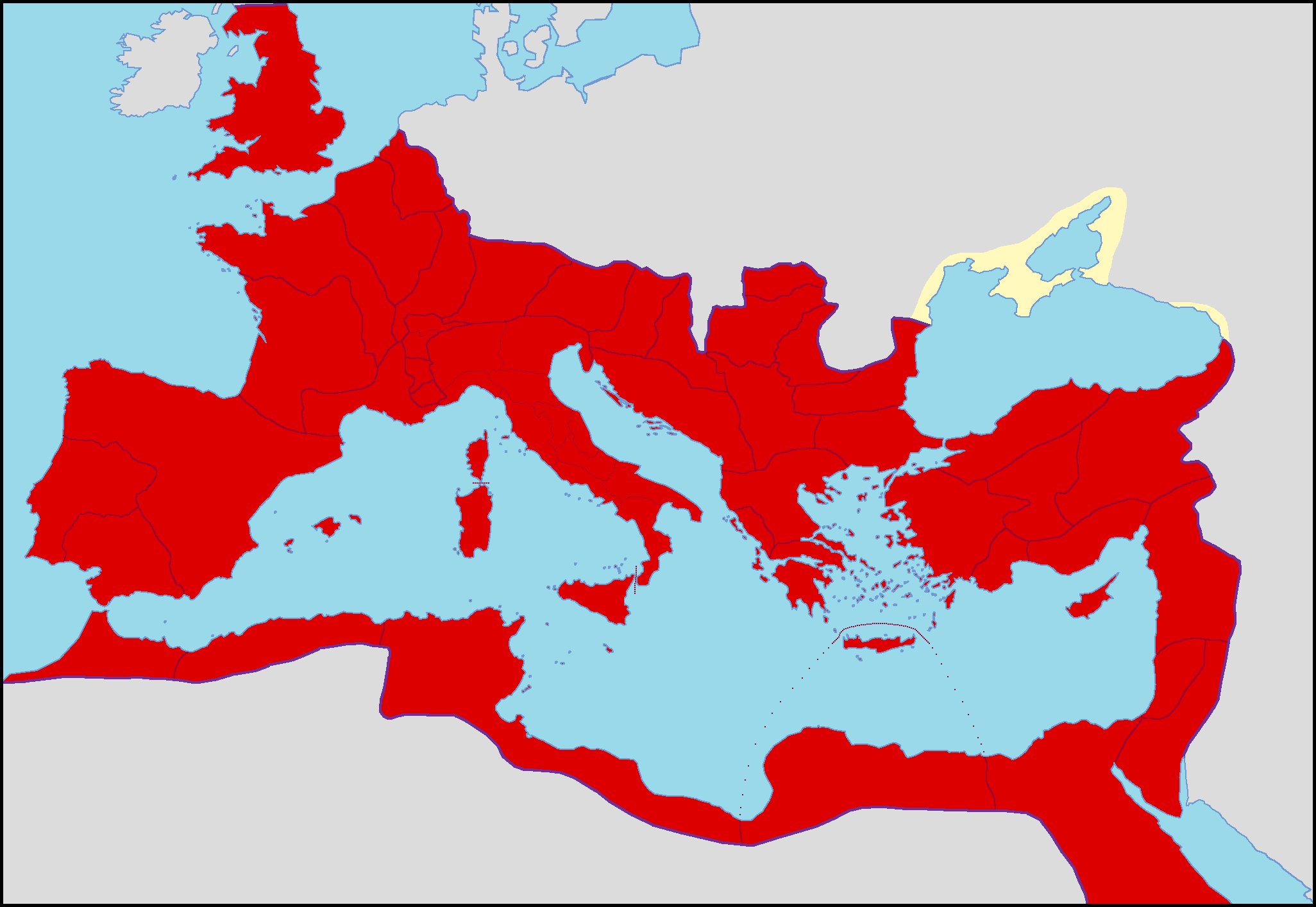
Territoriale Ausdehnung des Römischen Reichs (rot) etwa 150 n. Chr. unter Antoninus Pius; Bosporanisches Reich (gelb)

#### Außenpolitik und Militär

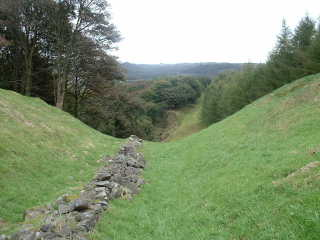
Antoninuswall

In der Forschung wird erwogen, dass Hadrian den militärisch nicht besonders hervorgetretenen Antoninus als seinen Nachfolger auswählte, weil er sich von ihm eine Fortsetzung seiner auf Konsolidierung des Reiches, nicht auf Expansion angelegten Politik versprach. Allerdings ließ Antoninus schon am Beginn seiner Regierungszeit, vielleicht schon ab 139, spätestens in den Jahren 142 bis 144, durch Quintus Lollius Urbicus die Grenze in Britannien zu dem nach ihm benannten Antoninuswall vorverlegen, der etwa 160 km weiter nördlich als der von seinem Vorgänger errichtete Hadrianswall vom Firth of Forth zum Firth of Clyde verläuft. Der Kaiser ließ sich nochmals als Imperator akklamieren; vermutlich wollte er durch einen militärischen Erfolg Zweifel an seiner Eignung zum Herrscher zerstreuen. Umstritten ist aufgrund der schlechten Quellenlage, ob Antoninus, der anlässlich der Operationen Gedenkmünzen schlagen ließ, überdies auch einen Triumphzug abhielt.

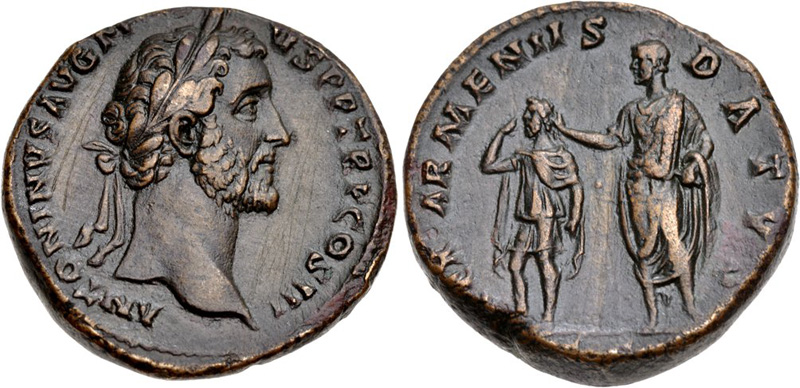
Ein Sesterz (ca. 141–143) mit dem Bild des Antoninus Pius. Auf der Rückseite hält der Kaiser die Hand an den Kopf des armenischen Herrschers (wohl Pakoros), um diesem ein Diadem aufzusetzen.

Auch in Obergermanien wurde, vermutlich im Jahr 159/60, der Limes um 25 bis 30 Kilometer nach Norden und Osten vorverlegt; die Gründe für diese Aktion sind unbekannt. Da im Kastell Neckarburken noch im Jahr 158 aufwendige Baumaßnahmen durchgeführt worden waren, scheint der kurz darauf erfolgte Befehl, das Lager aufzugeben und den Limes vorzuverlegen, überraschend erfolgt zu sein.
Von größeren Krisen blieb das Reich verschont, aber Unruhen und kleinere Konflikte gab es an weiteren Grenzen des Reiches, so von 145 bis 152 in Mauretanien, anschließend von 152 bis 153 in Oberägypten und Dakien. Die Herrschaft des Antoninus war also keine reine Friedenszeit. An der mittleren Donau trug Antoninus durch die Einsetzung eines quadischen Königs zur Grenzsicherung bei (Münzprägungen tragen die Legende rex Quadis datus, „den Quaden wurde ein König gegeben“). Im Osten bauten sich gegen Ende der Regierungszeit wegen der Besetzung des armenischen Throns Spannungen mit dem Partherreich auf (siehe Pakoros); seit etwa 158 wurden Truppen und erfahrene Heerführer an die römische Ostgrenze verlegt (siehe auch Partherkrieg des Lucius Verus). Unmittelbar nach Antoninus’ Tod brach unter seinen Nachfolgern der Krieg aus, ebenso einige Jahre später an der Donaugrenze. Ob Antoninus an diesen Entwicklungen eine Mitschuld trug, ist in der Forschung umstritten.

#### Innenpolitik
Im Inneren pflegte Antoninus im Gegensatz zu seinem Vorgänger ein demonstrativ gutes Verhältnis zum Senat. Seitdem er im ersten Jahr seiner Regierung die Vergöttlichung Hadrians durchgesetzt hatte, trug er den Beinamen Pius („der Fromme“). 145 n. Chr. weihte er den zu Ehren Hadrians errichteten Tempel ein, das sog. Hadrianeum. Anders als die Kaiser vor und nach ihm verließ Antoninus Italien während seiner Regierungszeit nie, kümmerte sich aber durch seine Statthalter oder Briefe (von denen einige inschriftlich in Städten wie Ephesos erhalten sind) um die Verwaltung des Reiches. Auch Mark Aurel und Lucius Verus verließen Italien während der Regierungszeit von Antoninus nicht und besuchten im Unterschied zu früheren designierten Nachfolgern auch die an den Grenzen stationierten Armeen nicht. Manche Forscher vermuten, Antoninus habe gefürchtet, die Truppen könnten Mark Aurel zum Kaiser ausrufen, und ihn deshalb nicht von seiner Seite gelassen.

### Tod und Begräbnis
Der späten (unzuverlässigen) Überlieferung zufolge sah Antoninus seinen eigenen Tod kommen und ließ in der Nacht seines möglicherweise einer Lebensmittelvergiftung folgenden Sterbens die kleine Statue der Göttin Fortuna aus seinem Schlafgemach in das seines Nachfolgers Mark Aurel bringen. An die Prätorianer, die bei Kaiserwechseln und ungeklärten Machtfragen immer nervös waren, ließ er die Parole „Gleichmut“ ausgeben.
Der Leichnam des Antoninus Pius wurde im Hadriansmausoleum (der späteren Engelsburg) beigesetzt.

## Rezeption

### Antike
Der zurückhaltende Regierungsstil des Antoninus fand in der Führungsschicht des Reichs große Anerkennung. Bei der römischen Stadtbevölkerung hingegen scheint seine Milde seiner Autorität geschadet zu haben. Eine spätantike Quelle, die Epitome de Caesaribus, berichtet, der Kaiser sei, als man eine bevorstehende Versorgungskrise befürchtet habe, mit Steinen beworfen worden und habe daraufhin, statt den Aufruhr niederzuschlagen, der Menge die Lage erklärt und sie damit beruhigt.
Die Konsekration des Antoninus erfolgte schon anlässlich der Feierlichkeiten bei seiner Beisetzung. Der von ihm für die 141 verstorbene Faustina erbaute Tempel auf dem Forum Romanum wurde nach seinem Tod auch seinem Kult gewidmet; der Tempel des Antoninus Pius und der Faustina gehört heute zu den am besten erhaltenen römischen Tempeln. Außerdem wurde ihm zu Ehren eine Säule auf dem Marsfeld errichtet. Von ihr ist nur die Basis erhalten.
Von seinem Nachfolger Mark Aurel wurde Antoninus ausführlich gerühmt, und das Urteil der antiken Geschichtsschreiber über seinen Charakter und seine Regierung fiel einhellig sehr positiv aus. Sein Adoptivsohn und Nachfolger Mark Aurel ließ nach seinem Tod und seiner Divinisierung mehrere Konsekrationsdenare prägen, die Antoninus Pius in der Umschrift um sein Porträt als Gott bezeichnen (DIVVS ANTONINVS) und auf der Rückseite die Umschrift DIVO PIO um einen Adler, einen Scheiterhaufen, die Säule des Antoninus Pius oder einen Altar zeigen. Unter Decius erfolgte die Prägung einer weiteren Konsekrationsmünze.

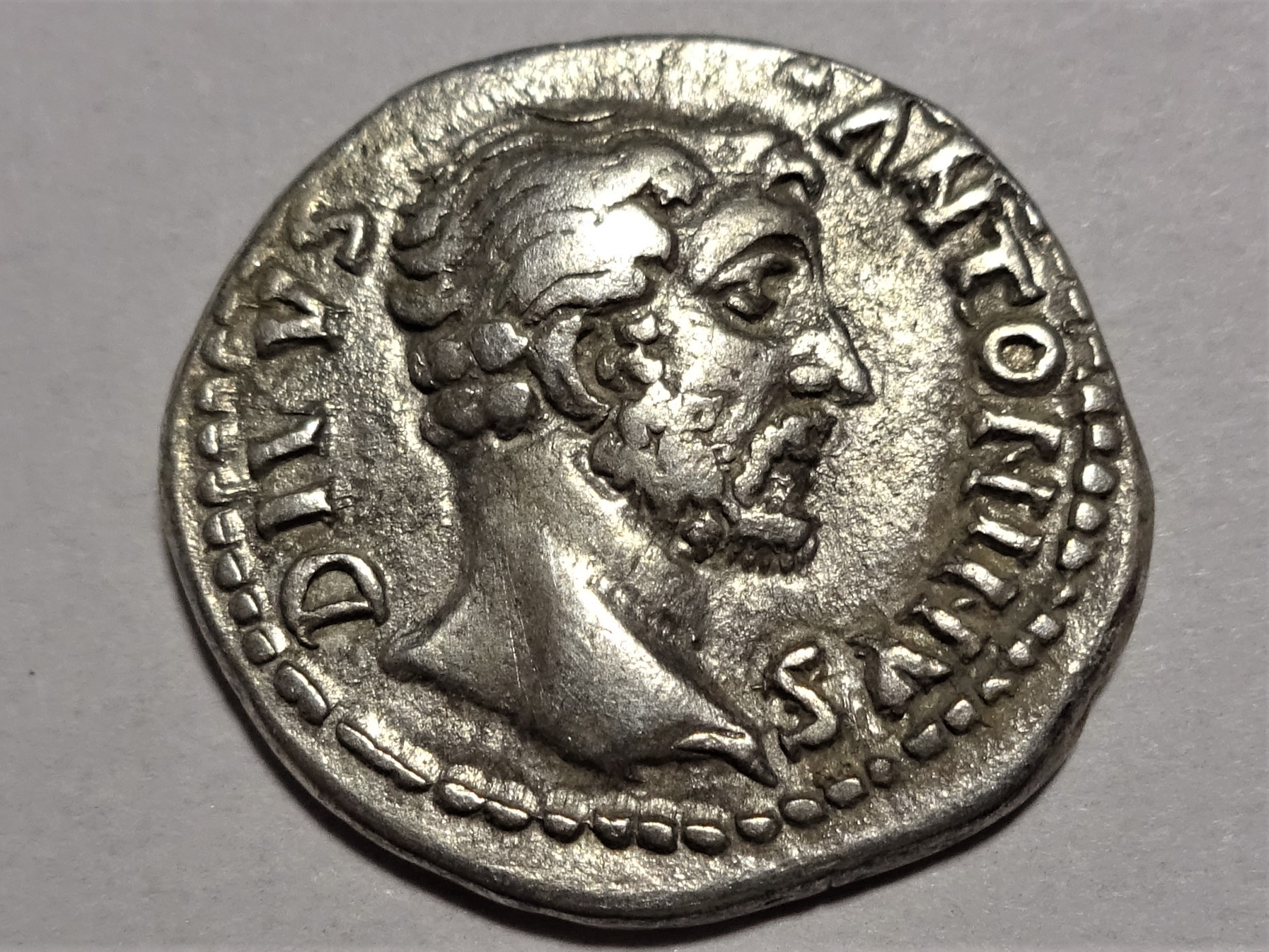
Divusprägung (Denar) für Antoninus Pius unter Mark Aurel

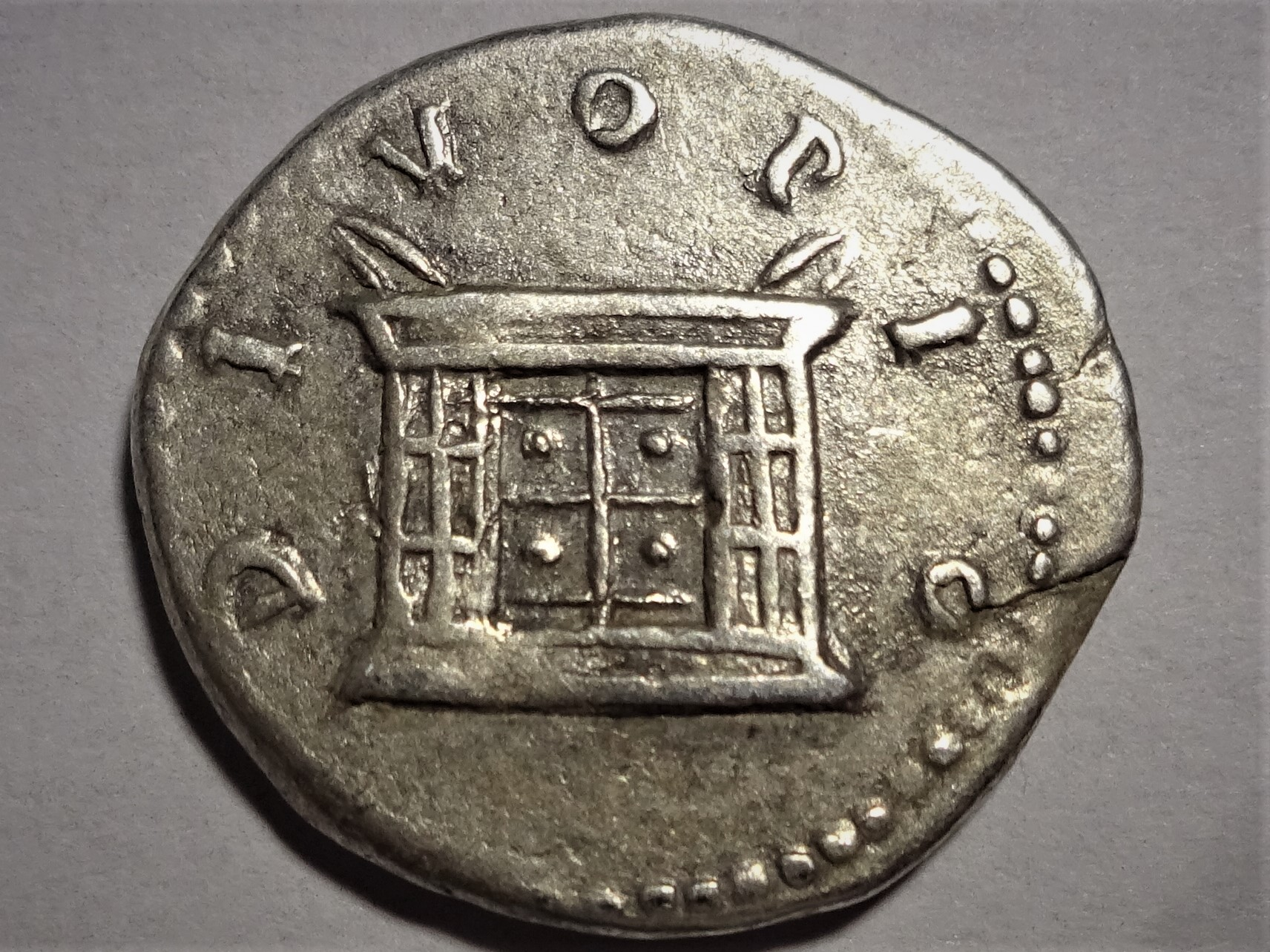
Rückseite des Denars mit Altar

### Moderne
Hinsichtlich der Innen-, Rechts- und Finanzpolitik teilt die moderne Forschung im Wesentlichen die günstige Einschätzung der Leistungen des Kaisers in den Quellen und würdigt die Erfolge seiner konsensorientierten Vorgehensweise. Auch die Berechtigung der sehr vorteilhaften antiken Urteile über seinen Charakter wird nicht bezweifelt. Die rühmenden Worte Mark Aurels werden oft ausführlich zitiert. Willy Hüttl, der 1933–1936 eine umfangreiche wissenschaftliche Biographie des Kaisers veröffentlichte, ein zweibändiges, jahrzehntelang maßgebliches Standardwerk, nannte ihn eine der idealsten Herrschergestalten unter den römischen Kaisern. Ernst Kornemann (1939) bezeichnete ihn als „einen tüchtigen Juristen und Verwaltungsbeamten“. Alfred Heuß (1960) konstatierte, Antoninus sei „ein äußerst gewissenhafter Mensch von strenger Pflichtauffassung“ gewesen; er habe das monarchische Ideal des Zeitalters erfüllt. Anthony R. Birley (1966) meinte, Antoninus habe „das Beispiel eines großen Charakters auf dem Thron“ gegeben. Karl Christ (1988) stellte fest, die „zentralen Bereiche, nämlich Finanzpolitik und Staatsverwaltung“ hätten unter Antoninus „eine geradezu reibungslose Perfektion“ erlangt. Der Kaiser sei den Erwartungen der auf Frieden und Wohlstand hoffenden Bevölkerung „in geradezu vollkommener Weise“ entgegengekommen: „Denn sein großer Erfolg als Herrscher, seine allgemeine Beliebtheit, beruhen eben darin, dass Forderungen und Wünsche seiner Zeit in ungewöhnlicher Form mit seinen eigenen Intentionen übereinstimmten, ja dass er sie in höchstem Maße verkörperte.“ Ähnlich urteilte Hildegard Temporini-Gräfin Vitzthum (1997). Sie schrieb, Antoninus sei „ein perfekter Verwalter“ gewesen: „Die gefestigten Verwaltungsstrukturen funktionierten mit gleichbleibender Zuverlässigkeit. Trotz großer Freigebigkeit in Rom und den Provinzen hinterließ Antoninus gut gefüllte Staatskassen.“
Auf dem Gebiet der Kultur- und Religionspolitik wird die konservative Haltung des Kaisers und seine Betonung des Römertums – im Gegensatz zu Hadrians Begeisterung für die griechische Kultur – hervorgehoben. Seine Traditionspflege wird teils als sinnvoll, teils als unzeitgemäß beurteilt. Alfred von Domaszewski bemerkte 1909, Antoninus habe „die Festbräuche einer gänzlich erstarrten Religion der grauen Urzeit“ erneuert. Ernst Kornemann (1939) meinte, Antoninus habe „die Gefahr erkannt, die dem römisch-italischen Primat im Reiche vom Hellenismus und vom hellenistischen Orientalismus her“ gedroht habe. Er habe nicht an „Hadrians romantischem Treiben“ festgehalten, sondern „Wandlung zu schaffen versucht durch die Wiederbelebung des altrömischen Glaubens und der hohen Tugenden der Altvorderen“. Karl Christ (1988) schrieb, in der Religionspolitik habe sich ein „betonter, stark ausgeprägter Archaismus“ gespiegelt, der für Antoninus charakteristisch sei. Hildegard Temporini-Gräfin Vitzthum (1997) wies darauf hin, dass kein Kaiser seit Augustus „so stark wie er für die Rückbesinnung auf die kultischen und mythischen Wurzeln Roms gewirkt“ habe. Bernard Rémy (2005) wandte sich gegen die Vorstellung, Antoninus habe einen bornierten Konservatismus gepflegt und versucht, längst aufgegebene Riten zu erneuern.
Unterschiedlich und meist ungünstig beurteilen die Historiker die Militär- und Außenpolitik. Verbreitet ist unter ihnen die Auffassung, Antoninus’ Mangel an militärischer Erfahrung habe zu einer Vernachlässigung der Sicherheitspolitik geführt. Er habe nicht bemerkt, dass eine kritische Situation entstanden sei, deren militärische Bewältigung schließlich seinem Nachfolger aufgebürdet worden sei. Schon Theodor Mommsen urteilte 1883 in einer Vorlesung, Antoninus sei „übertrieben friedliebend“ gewesen. Alfred von Domaszewski (1909) bemängelte eine Lockerung der militärischen Disziplin: „Die eiserne Zucht (…) wich einer allzubereiten Nachsicht.“ Besonders entschieden vertrat Ernst Kornemann diese Auffassung. Er schrieb 1939, die Gesinnung des Kaisers sei pazifistisch gewesen, er sei gänzlich unsoldatisch gewesen und daher sei seine Außenpolitik verfehlt gewesen: „Er lebte, außenpolitisch gesehen, völlig in den Wolken.“ Auch Anthony Birley (1966) äußerte die Ansicht, Antoninus habe militärischen Fragen zu wenig Interesse geschenkt. Hermann Bengtson (1973) meinte, „infolge der schwächlichen Außenpolitik“ seien „die Keime des künftigen Niedergangs“ gesät worden. Hildegard Temporini-Gräfin Vitzthum (1997) hingegen hielt diese Kritik für überzogen, denn sie finde in den Quellen keine Basis; die modernen kritischen Beurteiler hätten sich zu weit von den Quellen entfernt.